# Тамаш Керекьярто
Тамаш Керекьярто (угор. Tamás Kerékjártó, 9 липня 1979) — угорський плавець.
Учасник Олімпійських Ігор 1996, 2004, 2008 років.
Призер Чемпіонату Європи з водних видів спорту 2006 року.
Призер Чемпіонату Європи з плавання на короткій воді 2002, 2006 років.